# Stipitocyphella
Stipitocyphella là một chi nấm trong họ Marasmiaceae. Đây là chi đơn loài, chứa một loài Stipitocyphella keniensis, from Kenya.